# Clemson Tigers

Logo der Clemson Tigers

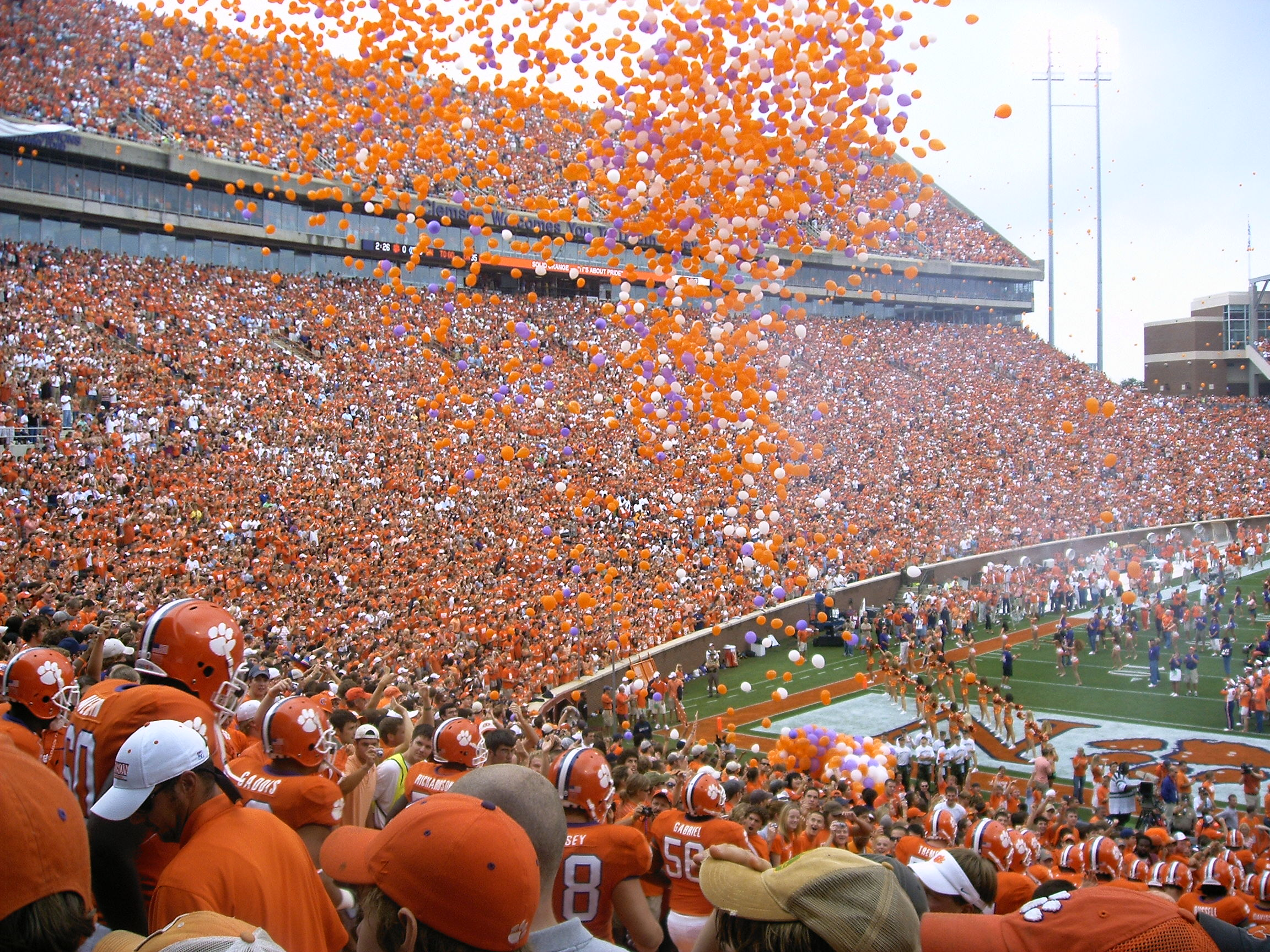
Footballspiel der Clemson Tigers im September 2006

Die Clemson Tigers sind die Sport-Teams der Clemson University im US-Bundesstaat South Carolina. Die Clemson University hat insgesamt 21 verschiedene Sportteams, davon 9 Männer- und 12 Frauenteams. Die Tigers gehören der Atlantic Coast Conference an und sind vor allem für ihre American-Football-Mannschaft bekannt. Die Farben der Teams sind Orange und Violett.

## Name und Logo
Der Teamname und die Farben wurde ursprünglich von den Auburn Tigers übernommen. Als Walter M. Riggs im Jahr 1896 mit dem Aufbau eines College-Football-Teams an der Clemson University begann, brachte er aus Geldmangel alte Uniformen der Auburn University in den Farben Orange und Blau mit. Da die blauen Uniformen ausgeblichen waren, wurde aus Blau letztlich Violett.
1939 hatten die Sportler den „Country Gentleman“ als Maskottchen, einen Mann in Frack und Zylinder mit einem Rohrstock. Die Mannschaft pflegte zur Melodie von Dixie ins Stadion einzumarschieren, die Cheerleader schwenkten die Flagge der Südstaaten. 1969 streikten schwarze Studenten gegen diese Praxis, die jedoch erst 1972 abgeschafft wurde. Seit 1992 wird der Country Gentleman nicht mehr verwendet.
Das heutige Logo, das den stilisierten Pfotenabdruck eines Tigers zeigt, wurde von John Antonio entworfen und im Jahr 1970 offiziell eingeführt. Die Einbuchtung an der Unterseite geht darauf zurück, dass der als Modell für das Logo genutzte Pfotenabdruck durch einen Kratzer so aussah. Der Abdruck ist um 30 Grad nach rechts gedreht, um die damals übliche Kickoff-Zeit (13 Uhr) zu symbolisieren.

## Sportarten
Die Tigers bieten folgende Sportarten an (Stand 2021):
Männer
- American Football
- Baseball
- Basketball
- Crosslauf
- Fußball
- Golf
- Leichtathletik
- Leichtathletik in Hallen
- Tennis

Frauen
- Basketball
- Crosslauf
- Fußball
- Golf
- Lacrosse (ab 2023)
- Leichtathletik
- Leichtathletik in Hallen
- Rudern
- Softball
- Tennis
- Turnen
- Volleyball

## Football

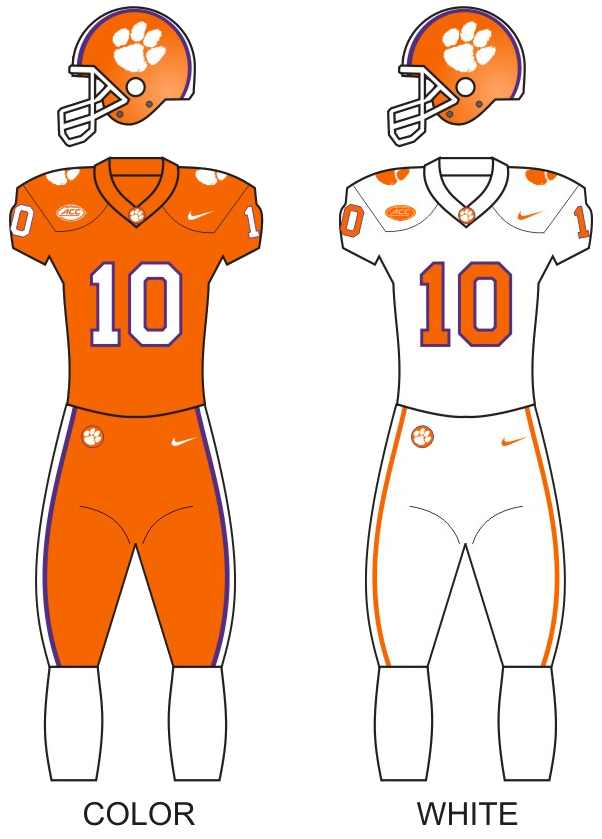
Uniformen der Clemson Tigers

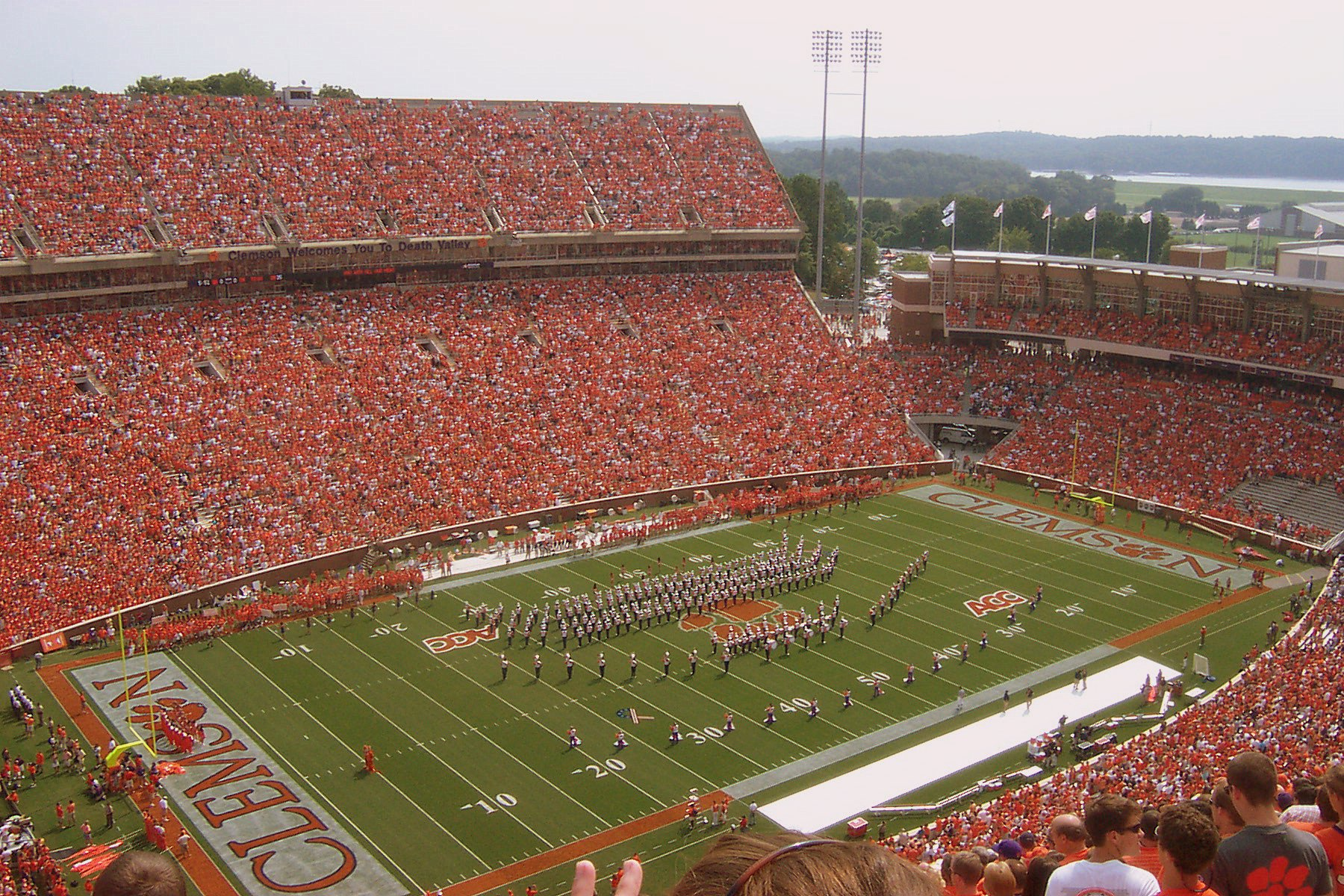
Das Memorial Stadium („Death Valley“)

Die Clemson Tigers gewannen bislang dreimal (1981, 2016, 2018) die nationale Meisterschaft im College Football.
Das Footballteam an der Clemson University wurde sieben Jahre nach der Gründung der Universität im September 1896 ins Leben gerufen. Erster Head Coach der Tigers wurde der Technikprofessor Walter M. Riggs, der an der Auburn University College Football gespielt hatte. Das erste Spiel bestritt Clemson am 28. Oktober 1896 gegen die Furman University und gewann mit 14:6. Riggs trat nach der Saison 1896 als Head Coach zurück, um sich auf einen Tätigkeit als Professor zu konzentrieren. Im Jahr 1899 übernahm er die Trainerposition erneut, bevor man John Heisman als Head Coach verpflichten konnte. Riggs wurde im Jahr 1911 Präsident der Universität und behielt diese Position bis zu seinem Tod 1924 inne. Im Jahr 1915 benannte man das neue Footballfeld der Tigers zu seinen Ehren als Riggs Field. Heute dient das Riggs Field als Fußballstadion der Tigers.
Von 1940 bis 1969 war Frank Howard Head Coach der Clemson Tigers und prägte eine erfolgreiche Ära. Howard war bereits seit 1931 als Trainer für die Offensive Line und die Defensive Line tätig und übernahm 1940 als Hauptübungsleiter. Unter Howard gewann das Team zweimal die Meisterschaft in der Southern Conference, in der man bis 1953 spielte, sowie anschließend sechs Titel in der Atlantic Coast Conference. Danny Ford, von 1978 bis 1989 Head Coach, führte das Team 1981 zu seiner ersten nationalen Meisterschaft und gewann fünf Conference-Titel. Nachdem das Team seit 1991 keine Meisterschaft in der ACC mehr gewinnen konnte, setzte unter dem seit 2008 amtierenden Head Coach Dabo Swinney eine neue Ära des Erfolgs ein. In der Saison 2011 gewann man den ACC-Titel, in den Saisons 2016 und 2018 konnte man mit Siegen im College Football Playoff National Championship Game den zweiten und dritten Meistertitel der Tigers erringen und sich als eines der stärksten College-Football-Programme im Land etablieren.
Das heutige Footballstadion der Tigers, das Memorial Stadium, wurde 1942 eröffnet und hat heute 81.500 Plätze. Der Spitzname „Death Valley“ für das Stadion wurde von Lonnie McMillian, Head Coach am Presbyterian College Ende der 1940er-Jahre, geprägt. Da das Presbyterian College häufig bei Auswärtsspielen gegen Clemson chancenlos war, bezeichnete er das Memorial Stadium als Death Valley (Tal des Todes).
Der älteste Rivale der Clemson Tigers sind die im gleichen Bundesstaat beheimateten South Carolina Gamecocks, gegen die man seit der ersten Saison 1896 jährlich spielte. Andere traditionelle Rivalen sind die Georgia Tech Yellow Jackets und die Florida State Seminoles. In der jüngeren Vergangenheit entwickelte sich eine Rivalität zur Alabama Crimson Tide, da beide Teams zu den größten und erfolgreichsten College-Football-Programmen zählen und sich bereits dreimal im Finale um die nationale Meisterschaft gegenüberstanden.

## Fußball
Die Männerfußballmannschaft der Clemson Tigers konnte 1984 und 1987 mit Trainer I. M. Ibrahim die Landesmeisterschaften gewinnen. Das 6500 Zuschauer fassende Riggs Field, das ehemalige Footballstadion, ist Heimstätte der Frauen- und Männerfußballteams.

## Baseball
Das Doug Kingsmore Stadium bietet Platz für 6242 Zuschauer und ist eines der bestbesuchten College-Baseball-Stadien in den USA.

## Basketball
Die Basketballer tragen ihre Heimspiele im Littlejohn Coliseum mit 9000 Plätzen aus.

## Leichtathletik
Bekannte Athleten, die für die Leichtathletik-Teams von Clemson aktiv waren, sind beispielsweise Shawn Crawford, Brianna Rollins und Patrícia Mamona. Wegen finanzieller Einschränkungen durch die COVID-19-Pandemie in den Vereinigten Staaten beschloss man im November 2020, die Leichtathletik-Programme der Männer ebenso wie den Crosslauf einzustellen, revidierte diese Entscheidung aber im April 2021.